# Zeta
Zeta (okrajšava Z) je predpona SI v mednarodnem sistemu enot, ki označuje desetiško potenco 1021.